# Woordenboek

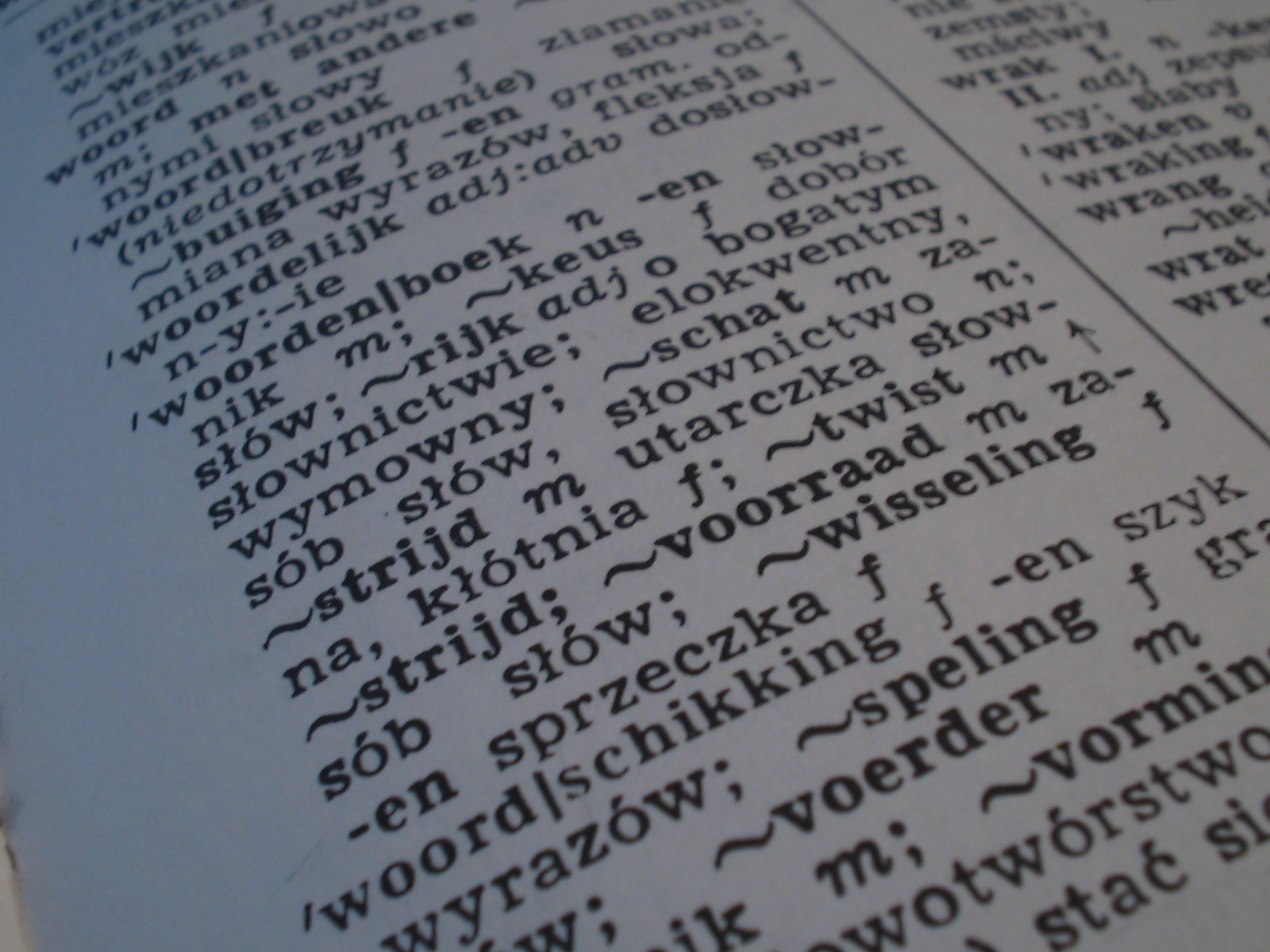
Een fragment uit een Nederlands-Pools woordenboek

Een woordenboek is een doorgaans alfabetisch gerangschikte verzameling woorden in een of meerdere talen die een naslagwerk vormen dat informatie geeft over de betekenis, de uitspraak, de spelling, de taalkundige eigenschappen, de afbreekpunten en de synoniemen van elk opgenomen woord. Daarnaast worden doorgaans voorbeelden gegeven van het gebruik van het woord, zoals in vaste verbindingen met andere woorden. Meertalige woordenboeken geven doorgaans de informatie over de woorden in een andere taal dan waaruit de woorden zelf komen en een vertaling ervan. Daarnaast bestaan er specialistische woorden op allerlei vakgebieden.

## Typen

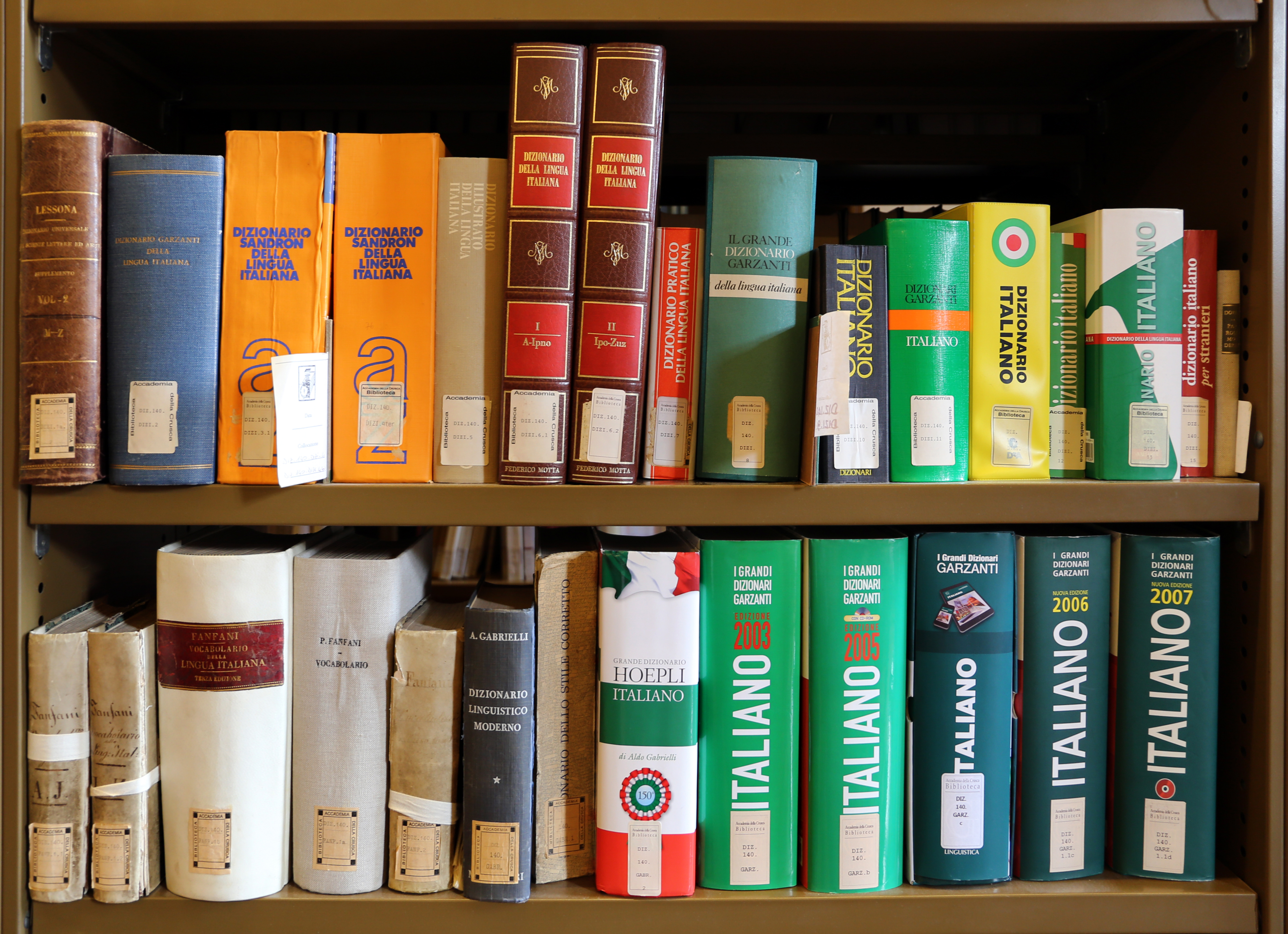
Woordenboeken

Men onderscheidt verschillende soorten woordenboeken.
- De dictionaire of het vertalende woordenboek is het oudste type. Ze geven de betekenis van woorden in een vreemde taal in de taal van de raadpleger. In de Middeleeuwen bestonden dergelijke woordenboeken of woordenlijsten om Latijn te leren. Vanaf het eind van de Middeleeuwen verschijnen er woordenboeken voor moderne talen als Frans en Hoogduits. Men brengt gewoonlijk twee delen uit, een voor het vertalen uit de vreemde taal en een voor het vertalen naar de vreemde taal.
- Het verklarend woordenboek omschrijft de woordbetekenis in één taal. In de meest ambitieuze vorm hebben deze werken een omvang die niet onderdoet voor een papieren encyclopedie. Dergelijke woordenboeken zoals het Woordenboek der Nederlandsche Taal, Le Robert, de uitgebreide versies van Oxford en Webster's Dictionary zijn voornamelijk voor academisch gebruik.
- Het systematisch woordenboek of de thesaurus verdeelt de woordenschat in categorieën en (deel)categorieën, in woordsoorten en zinstypes. Omdat een taaluiting vaak in verschillende categorieën kan steken is het tweede deel een alfabetisch register van alle stamwoorden. Het Juiste Woord van dr. L. Brouwers geldt als Nederlands voorbeeld. De titel drukt precies uit wanneer een spreker of schrijver dit gebruikt: bij de precieze verwoording van zijn gedachten naar vaktermen of stijlvarianten.
- Het taxonomisch woordenboek rangschikt de termen niet primair alfabetisch, maar in een specialisatie-generalisatie hiërarchie, die gepresenteerd kan worden als (delen van) een hiërarchisch netwerk of als een boomstructuur. Dit soort woordenboeken worden gewoonlijk niet in boekvorm, maar elektronisch als database geleverd, waarbij termen wel alfabetisch gezocht kunnen worden, maar waarbij de zoekresultaten in boom- of netwerkstructuren grafisch gepresenteerd worden. Vervolgens kunnen de gerelateerde begrippen geselecteerd en hun definities geraadpleegd worden. Een voorbeeld is het Gellish Nederlands Taxonomisch Woordenboek.
- Het specialistisch woordenboek geeft het jargon van een vak of een groep mensen weer. Er bestaan zowel verklarende woordenboeken als dictionaires (bijvoorbeeld het Polytechnisch Woordenboek) in deze categorie .
- Het idioticon of dialectwoordenboek geeft de typische woordenschat van een stad of streek weer. Tegenwoordig neemt men grote dialecten zo serieus dat men er een complete dictionaire voor samenstelt. Voor kleinere volstaat de typische woordenlijst, aangezien de dialecten van belendende dorpen meestal niet veel verschillen.

## Nederlandse woordenboeken

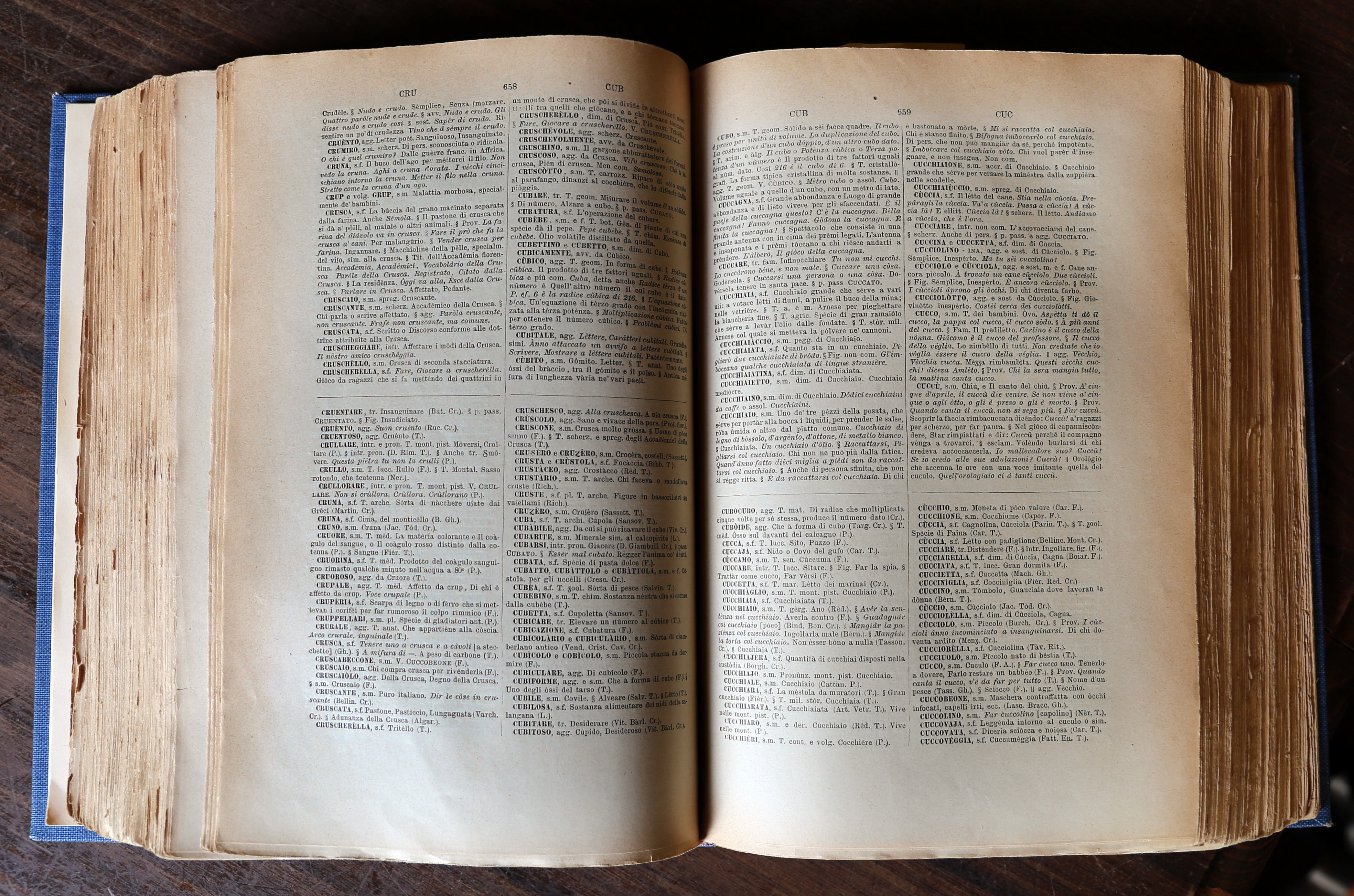
Woordenboek

Cornelius Kiliaan stelde eind 16e eeuw het eerste Nederlands-Latijnse woordenboek samen. Dit is een unieke bron voor in onbruik geraakte woorden. Wigardus à Winschooten schreef in 1681 Seeman, het eerste woordenboek dat Nederlandse scheepvaarttermen en gezegden in het Nederlands verklaarde. De merkwaardigste woordenboeken waren wellicht die van Adriaan Koerbagh. Koerbagh schreef onder het pseudoniem Vreederijk Waarmond in 1664  't Nieuw Woorden-Boeck der Regten gevolgd door Een Bloemhof van allerley lieflijkheyd in 1668. Dit laatste boekje was een verklaring van diverse uitheemse woorden. Onverdraagzame godsdienstigen vonden de uitleg 'kwetsend' waardoor de schrijver naar het juridisch autonome Culemborg vluchtte en daarna onderdook in Leiden. Het bekendste verklarende woordenboek van het Nederlands is de Grote of Dikke van Dale, maar ook de Koenen was erg bekend en werd veel op scholen gebruikt. Het uitgebreidste is het Woordenboek der Nederlandsche Taal dat na anderhalve eeuw in 1998 klaar was, hoewel een woordenboek nooit af kan zijn. De woordenboekmakers van Wolters-Noordhoff, Kramers en Verschueren hielden er sinds de digitalisering mee op. Enkel Prisma en Van Dale brengen nog woordenboeken op de markt zoals een serie uit van een verklarend Nederlands woordenboek met een aantal dictionnaires, pocketversies en elektronische woordenboeken.

## Thesaurus
In een thesaurus of synoniemenwoordenboek staat bij een opgezocht woord geen betekenis, wel een aantal andere woorden die (ongeveer) dezelfde betekenis hebben. Daarnaast bevatten thesauri equivalente, hiërarchische en associatieve relaties tussen de termen, zoals hyperoniem (broader term, BT), hyponiem (narrower term, NT) en betekenisverwante term (related term, RT). Thesauri worden veel gebruikt in documentatiecentra en bibliotheken om trefwoorden aan objecten en documenten toe te kennen en om ze te zoeken. Dit heeft als gevolg dat een synoniemenwoordenboek niet echt in zakformaat bestaat. Het Van Dale groot synoniemenwoordenboek telt meer dan 1100 pagina's. Het is vooral handig om te variëren in de woordkeuze.

## Elektronische woordenboeken
Tussen 2000 en 2010 maakten traditionele woordenboeken hun inhoud geleidelijk aan elektronisch beschikbaar. Sommige woordenboeken stellen hun inhoud gedeeltelijk, online beschikbaar. Digitale varianten zijn gebruiksvriendelijker en kunnen wat de papieren versies niet kunnen. 
- De elektronische versie vervangt de fonetisch geschreven uitspraakwoordenboeken.
- Woorden zijn snel alfabetisch op te zoeken door middel van trefwoorden.
- Woorden zijn alfabetisch op het einde van het woord [de laatste, en dan de voorlaatste… letter bepaalt de rangschikking] retrograad op te zoeken. De functie maakt papieren retrograde [of inverte] woordenboeken overbodig en ontsluit ook woorden met een achtervoegsel.
- Woorddelen zijn door middel van truncatie en maskering op te zoeken: school levert alle mogelijke scholen, van abdijschool tot zwemschool.
- Namen uit de oudheid en de bijbel zijn opzoekbaar.
- Afkortingen, letterwoorden en lettergreepwoorden zijn doorzoekbaar.
- Het woordenboek zoekt rijmwoorden klankalfabetisch en vervangt de papieren rijmwoordenboeken. De eindklanken van woorden en niet de spelling [zoals bij retrograde zoeken] liggen aan de basis van woordreeksen [astronaut, bout en koud].
- Anagrammen of letterherschikkingen die een andere naam of woord vormen.

## Vakwoordenboeken
In de wetenschap hanteert elke discipline jargon. Zo'n begrippenkader wordt beschreven in één of meerdere vakwoordenboeken of een lexicon. Het lexicon houdt het midden tussen een encyclopedie en een woordenboek, zoals dit muzieklexicon.

## Woordenboeklijst
verklarende woordenboeken
- Van Dale
  - C.A. den Boon en Ruud Hendrickx (red.), Van Dale Groot woordenboek van de Nederlandse taal, 16e dr., Antwerpen/Utrecht: Van Dale Lexicografie, 2020.
  - Cora Bastiaansen, Ton Beerden en Caroline Boerrigter (red.), Van Dale Groot woordenboek hedendaags Nederlands, 4e dr., 2 dln., Utrecht: Van Dale, 2008.
- Prisma
  - Martha Hofman (red.), Prisma groot woordenboek Nederlands: met onderscheid tussen Nederlands-Nederlands en Belgisch-Nederlands, Houten: Unieboek | Het Spectrum, 2018.
  - Prisma & Genootschap Onze Taal, het Witte woordenboek Nederlands, Utrecht: Het Spectrum, 2007.
  - André Abeling (red.), De grote Prisma Nederlands, 6e dr., Utrecht: Het Spectrum, 1997; herdruk onder de titel Het Groene woordenboek (Den Haag: Sdu, 2002). (verdwenen)
- Koenen
  - W. Th. de Boer e.a. (red.), Koenen woordenboek Nederlands, 30e dr., Utrecht: Koenen, 2006. (verdwenen)
  - M.J. Koenen en J.B. Drewes (red.), Wolters’ woordenboek eigentijds Nederlands: Grote Koenen, Groningen: Wolters-Noordhoff, 1986. (verdwenen)
- Kramers
  - H. Coenders en H.J. Demeersseman (red.), Kramers’ woordenboek Nederlands. verklarend zakwoordenboek met zakentermen en synoniemen, 21ste dr., Utrecht: Het Spectrum, 2002. (verdwenen)
  - Gijsbert van Kooten e.a. (red.), Kramers’ groot woordenboek Nederlands, 2e dr., Amsterdam: Elsevier, 1986. (verdwenen)
- Verschueren
  - Frans Claes (red.), Verschueren groot encyclopedisch woordenboek, 10e dr., 2 dln., Antwerpen: Standaard / Den Haag: Sdu, 1996. (verdwenen)

specialistische woordenboeken
- juridisch
  - Wasima Khan, Groot juridisch woordenboek, Den Haag: Sdu, 2018.
  - Joseph Moors m.m.v. Siegfried Theissen, Juridisch woordenboek NF/FN, 7e uitg., 2 dln., Brugge: Die Keure, 2015.
  - Lieve Nackom & Mark van Hoecke, Juridisch zakwoordenboek, 2e herz. uitg., Leuven: Acco, 2007.
  - Bernard Tilleman, Steven Lierman en Vincent Sagaert (red.), De Valks juridisch woordenboek, 5e uitg., Antwerpen: Intersentia, 2020.
  - R.D.J. van Caspel en M.P. Damen, Fockema Andreae's juridisch woordenboek, 16e dr., Groningen: Noordhoff, 2016.
- medisch
  - J.J.E. van Everdingen & A.M.M. van den Eerenbeemt (red.), Pinkhof geneeskundig woordenboek, 12e herz. en uitgebreide dr., Houten: Bohn Stafleu Van Loghum, 2012.
- taalkunde
  - Yvonne Halink, Taaltermen van A tot Z, Alphen aan den Rijn: Kluwer, 2003.
  - Basisbegrippen taalkunde, 3 dln.
    - Hans Smessaert en Wivine Decoster, Basisbegrippen fonetiek en fonologie, Leuven: Acco, 2012.
    - Hans Smessaert, Jeroen van Craenenbroeck en Guido J. vanden Wyngaerd, Morfologie en syntaxis, 2e uitg., Leuven: Acco, 2019.
    - Hans Smessaert, Semantiek en pragmatiek, 2e uitg., Leuven: Acco, 2019.